# Bergunda landskommun
Bergunda landskommun var en tidigare kommun i Kronobergs län.

## Administrativ historik
När 1862 års kommunalförordningar trädde i kraft inrättades i Sverige cirka 2 500 kommuner. Huvuddelen av dessa var landskommuner (baserade på den äldre sockenindelningen), vartill kom 89 städer och åtta köpingar. I Bergunda socken i Kinnevalds härad i Småland inrättades då denna kommun.
Vid kommunreformen 1952 bildade den storkommun genom sammanläggning med de tidigare kommunerna Öja och Öjaby.
År 1971 upplöstes den och dess område gick upp i Växjö kommun.
Kommunkoden 1952–70 var 0718.

### Kyrklig tillhörighet
I kyrkligt hänseende tillhörde kommunen Bergunda församling. Den 1 januari 1952 tillkom Öja församling och Öjaby församling.

## Geografi
Bergunda landskommun omfattade den 1 januari 1952 en areal av 153,37 km², varav 128,71 km² land.

### Tätorter i kommunen 1960
| Tätort           | Folkmängd |
| ---------------- | --------- |
| Bergsnäs, del av | 1 891     |
| Gemla            | 972       |

Tätortsgraden i kommunen var den 1 november 1960 69,8 procent.

## Politik

### Mandatfördelning i valen 1938–1966
| 12 | 8 |

| 20 |

| 12 | 8 |

| 20 |

| 9 | 2 | 6 | 3 |

| 20 |

| 18 | 5 | 7 | 4 |  |

| 33 |

| 18 | 6 | 5 | 6 |

| 32 |

| 16 | 9 | 3 | 7 |

| 30 | 5 |

| 17 | 8 | 4 | 6 |

| 30 | 5 |

| 15 | 10 | 3 | 7 |

| 30 | 5 |